# Edward John Smith
Edward John Smith (Hanley, 27 januari 1850 – Atlantische Oceaan, 15 april 1912) was een Engelse zeevaartofficier en kapitein. Hij was de kapitein van de RMS Titanic, het op dat moment meest luxueuze en grootste passagiersschip, dat onder zijn commando in 1912 verging en waarbij hijzelf om het leven kwam.

## Biografie
Edward John Smith werd geboren in Hanley (Stoke-on-Trent), als zoon van Edward Jay'ke Smith, een pottenbakker, en Catherine Hancock (geb. March). Smith was geen ijverige leerling. Tot zijn dertiende volgde hij onderwijs aan de Etruria British School, waarna hij naar Liverpool verhuisde voor een carrière op zee. Hij meldde zich als leerjongen aan bij Gibson&Co. In 1880 stapte hij over naar de Engelse rederij White Star Line. Al snel maakte hij er promotie: zeven jaar later voerde hij al het commando over het passagiersschip de SS Republic, een in 1872 gebouwde bark. Tijdens zijn werk bij deze rederij heeft Smith acht verschillende schepen onder zijn commando gehad. Gedurende deze tijd werd hij met de regelmaat van een klok geconfronteerd met lastige zaken. Zo liep voornoemd schip onder zijn commando in 1889 bij het binnenvaren van de haven van New York aan de grond; er kwamen toen drie stokers om het leven en zeven raakten er gewond door een breuk van een stoomketelleiding. Enige tijd later, en wel tijdens de Tweede Boerenoorlog, voerde Smith het commando over schepen die troepen van Engeland naar Zuid-Afrika transporteerden. Voor deze inspanningen werd hij meermaals beloond. Zo mocht hij voortaan zowel het predicaat Reserve Decoration (RD), alsook dat van de Royal Navy Reserve (RNR) achter zijn naam voeren en verwierf hij de rang van kapitein bij de Britse marine.
Het hoogtepunt in zijn carrière bereikte Smith in 1904, toen hij door de White Star Line als commodore (eerstverantwoordelijke) over de vlaggenschepen van de rederij werd aangesteld. Als kapitein droeg Smith bij aan de jubelstemming die vanaf 1907 in de Britse koopvaardij heerste ten aanzien van de nieuwste technieken bij de bouw van oceaanschepen — van het geweld der zee viel niets meer te verwachten. Zo stelde hij in een interview met een verslaggever van de New York Times:

Ik kan mij niet voorstellen dat zich een probleem zou kunnen voordoen waardoor een van deze nieuwe schepen ooit nog tot zinken kan worden gebracht en dat ze averij oplopen die niet meer te herstellen valt. Tegenwoordig is de scheepvaart zover dat we definitief hebben afgerekend met dit soort voorvallen.
— 

Op de aanvaring van de Olympic in 1911 met de Britse oorlogsbodem SS Hawke na, waarbij beide schepen zware averij opliepen, verliep zijn carrière na 1906 zonder incidenten. Aan de vooravond van de afvaart van de Titanic was Smith de man met het meest aantal dienstjaren. Hij was goed op de hoogte van de nieuwste technologische ontwikkelingen en snufjes op het gebied van de scheepvaart. Hij genoot ook een grote populariteit onder de passagiers uit de hoogste kringen - zijn bijnaam was niet voor niets "millionaire's captain". Dit deed de directie van de White Star Line op 10 april 1912 besluiten om hem het gezag over de Titanic tijdens diens maidentrip toe te vertrouwen.
Hoewel er geruchten gingen dat Smith na de eerste reis van de Titanic met pensioen zou gaan, beweerde een historicus ooit dat Smith pas met pensioen zou gaan na de maidentrip van de Gigantic (het schip dat later in Britannic werd omgedoopt), het derde schip van de "triple screw Olympic"-klasse. Voor de eventuele opvolging van Smith na de maidentrip van de Titanic is geen bewijs gevonden.
Smith stond bekend om zijn vastberadenheid. Een aantal voorvallen zoals een brand in 1906 en een kolenbunkerbrand in 1901 op schepen onder zijn commando - in de ogen van anderen nogal ernstige - bezag hij met een zekere nonchalance. Opmerkelijk is ook een kolenbunkerbrand aan boord van de Titanic, vlak voor de aanvang van diens eerste reis, die niet aan een van de dienstdoende inspecteurs werd gerapporteerd.

## Ramp
Om tien over half twaalf werd kapitein Smith wakker door de aanvaring en haastte zich vervolgens naar de brug. Hij ontving het rapport van de aanvaring van eerste stuurman William Murdoch, die de wacht had tijdens de aanvaring. Smith gaf vervolgens Thomas Andrews, de ontwerper van de Titanic, de opdracht op inspectie te gaan. Smith gaf onmiddellijk bevel om de reddingsboten klaar te maken, maar aarzelde om bevel te geven om de passagiers in te laden. 
Er is weinig bekend over Smith tijdens de laatste twee uren van de Titanic. Het leek alsof zijn legendarische leiderschap hem verlaten had, hij was merkwaardig onbeslist en ongewoon behoedzaam. Hij werd het laatst gezien op de brug, waar hij het laatste bevel tot het verlaten van het schip gaf. Naar men algemeen vermoedt, heeft hij geen enkele poging gedaan om zichzelf te redden en is hij met zijn schip ten onder gegaan. Sommigen hebben beweerd dat hij eerst nog een kind uit het water heeft gered en weer anderen dat hij zich met een pistoolschot om het leven heeft gebracht. Zijn lichaam is in ieder geval nooit geïdentificeerd.
Maar bovenal stond hij bekend als een moedig man die tot het laatste moment klaar heeft gestaan voor de passagiers.

## Familie
Smith was getrouwd met Eleanor Sarah, geboren op 17 juni 1861 en had een dochter, Helen Melville-Smith. De familie woonde in een imposant rood bakstenen huis in Southampton. Eleanor bleef na de dood van haar man nog even in Southampton, maar verhuisde al snel naar Londen. Zij stierf toen ze werd aangereden door een taxi op 28 april 1931.
Hun dochter Helen trouwde eerst met kapitein John Gilbertson. Gilbertson stierf aan malaria. In 1922 huwde Helen Sidney Russel-Cooke, en ze kregen samen een tweeling: Simon (hij stierf in de Tweede Wereldoorlog) en Priscilla (trouwde in 1946 met een advocaat, maar stierf in 1947 aan polio). Helens tweede echtgenoot kwam in 1930 tijdens het jagen om het leven. Ondanks al deze tegenslagen leidde Helen toch een avontuurlijk leven: ze reed in sportwagens en werd later piloot. Helen verhuisde in 1934 naar Leafield en kwam aldaar in 1973 te overlijden. Ze werd vlak bij haar moeder en haar echtgenoot begraven.

## Standbeeld

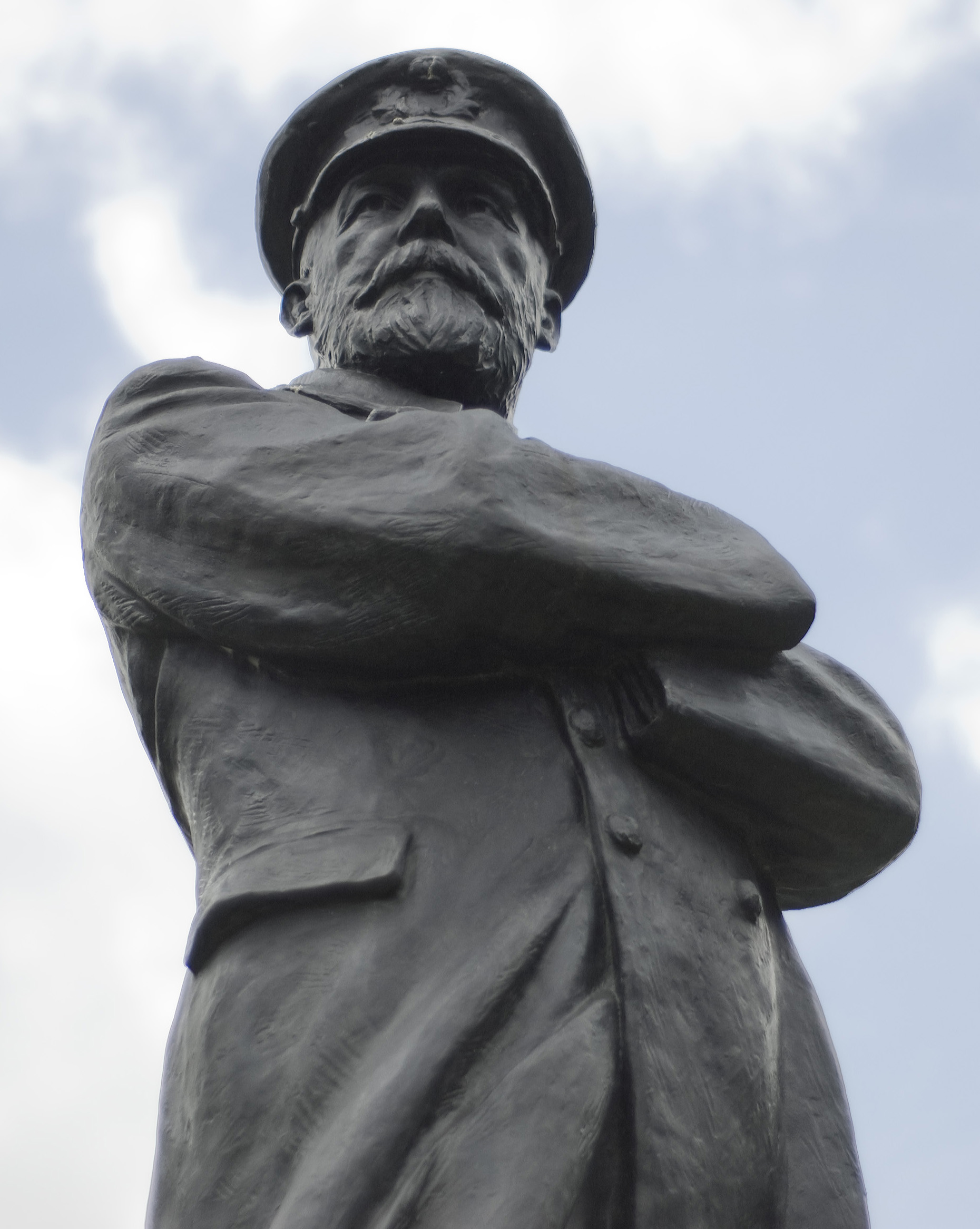
Het standbeeld van Kapitein Smith in Beacon Park Lichfield, Staffordshire, Engeland

Op 29 juli 1914 onthulde zijn dochter Helen een standbeeld van haar vader, gebeeldhouwd door Kathleen Scott. Ter ere van hem werd in Stoke-on-Trent tevens een brouwerij opgericht, Titanic Brewery.